# Caroline Reboux
Caroline Reboux  (1837–1927) fue una famosa sombrerera francesa.
Reboux se hizo conocida por sus sombreros en la década de 1860, cuando los promovió como un complemento imprescindible de la moda una vez habían sustituido desde mediados del siglo XIX a las cofias y capotas.
Reboux se inventó así misma: decía ser la cuarta hija de una noble empobrecida y un hombre de letras, que se había quedado huérfana e ido a París a vivir.

## Reina de la sombrerería

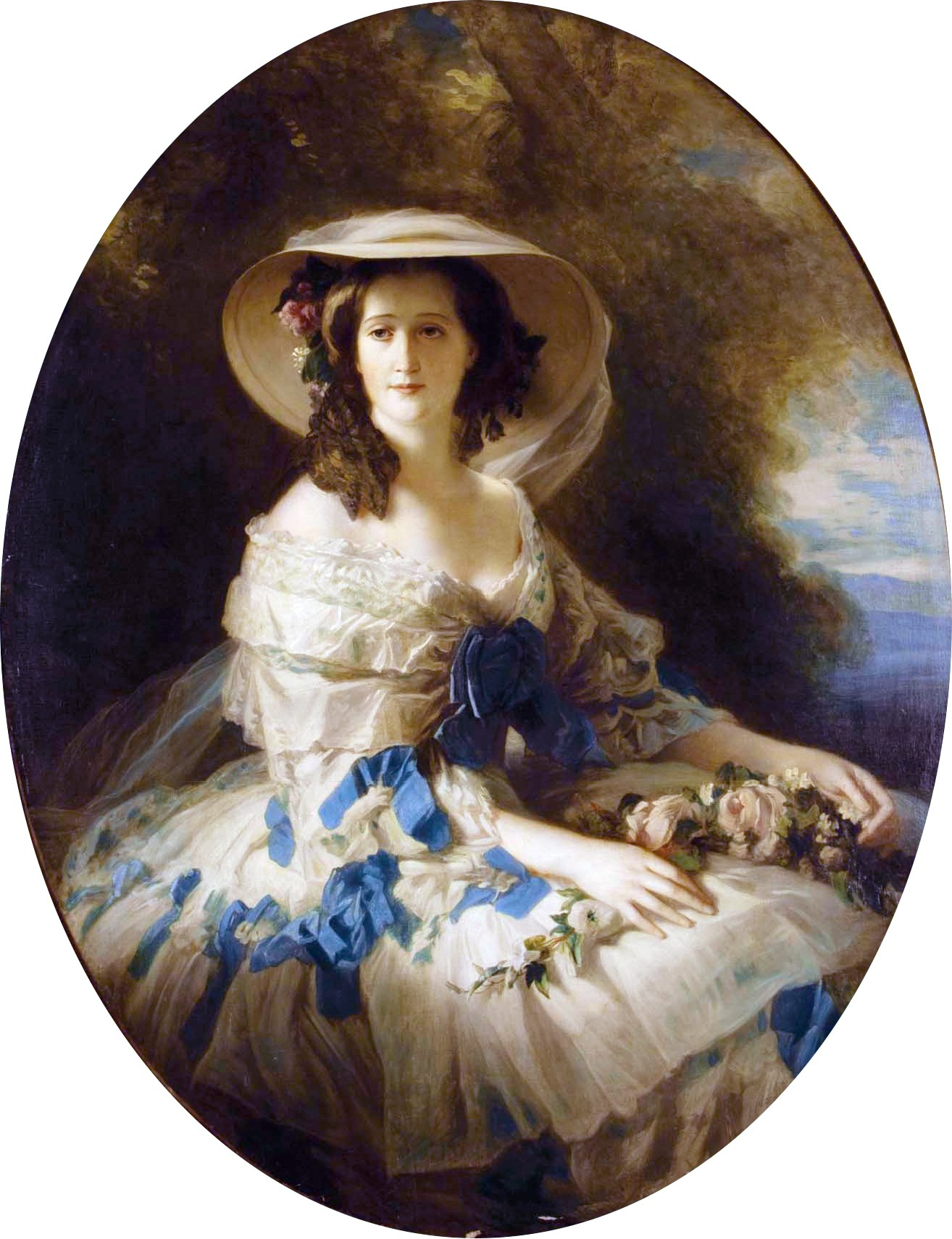
La emperatriz Eugenia con una pamela Gainsborough.

Reboux, la "Reina de la Sombrerería", fue la sombrerera más famosa a finales del siglo XIX y principios del siglo XX en Europa y Estados Unidos. Empleaba a 150 trabajadoras a la vez. Está también estrechamente asociada con los orígenes de la alta costura y sus diseños estaban al mismo nivel que las prendas hechas a medida.
Reboux abrió una tienda en 9, Avenida Matignon, París, en 1865 donde trabajó el resto de su vida. Manteniendo esta tienda como base, abrió otras tiendas en París y Londres. Su dirección más famosa a finales del siglo XIX y principios del XX se localizaba en el 23 de la Rue de la Paix. Ayudó a otras personas que enseñaba a abrir tiendas en Nueva York y Chicago. Fue durante sesenta años la reina de los sombreros de moda. Sus diseños eran tan buscados como los de Charles Frederick Worth, considerado el padre de la alta costura.
En la década de 1870 Reboux fue la primera en añadir un velo fino al sombrero femenino. También fue la creadora de los velos de colores, a juego o en contraste con el color del atuendo. Reboux además confeccionó muchos sombreros de moda para el teatro. Siempre apostó por la sencillez en sus modelos, evitando el exceso de plumas y adornos habitual hasta la Primera Guerra Mundial.
Reboux es mencionada a menudo como la "inventora" del sombrero cloche, aunque los historiadores de la sombrerería están de acuerdo que la también sombrerera francesa Lucy Hamar debe compartir el crédito, pues tanto ella como Reboux introdujeron este estilo en algún momento alrededor del año 1914. Reboux sin embargo lo fue modificando hasta darle la característica forma de casco que se convirtió en el sombrero predominante e icónico en la década de 1920. Ella moldeaba y cortaba el fieltro de la campana directamente sobre la cabeza de la clienta, obteniendo un perfecto ajuste a medida.
Reboux también triunfó creando modelos inspirados en el pasado, como las pamelas de ala ancha denominadas sombreros Gainsborough en la década de 1860, y las gorras parecidas a turbantes a la manera de los retratos de Mme Vigée-Lebrun.
Reboux trabajó con la mayoría de los principales diseñadores de moda de Europa proporcionándoles sombreros de mujer para sus colecciones. Una práctica empresarial notable de Reboux era dividir a medias los beneficios de su negocio entre la cajera jefa, la capataz, la directora del taller, y el gerente jefe. Reboux fue designada para representar el comercio parisino en la Exposición Universal de París de 1900. Al final de su vida Reboux mantuvo una gran amistad con la diseñadora de moda Madeleine Vionnet, cuyo estilo sencillo y fluido coincidía con el de ella. La tienda Caroline Reboux finalmente cerró sus puertas en 1956. Más de 300 creaciones de Reboux se conservan en el Musée de la Mode et du Textil en París.

## Clientas famosas

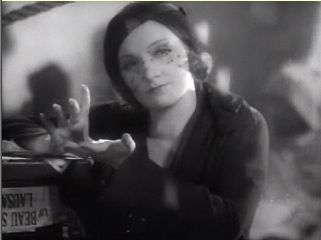
Marlene Dietrich con sombrero con velo de Reboux, en Marruecos (1930).

Marlene Dietrich fue una clienta fiel de la casa Reboux, a quien compró sus boinas de marca. La exposición sobre Marlene Dietrich "Nacimiento de un Mito" celebrada en el museo de la moda del Palais Galliera de París en 2003 mostró modelos de Reboux. Hay tocados firmados "Caroline Reboux" en las vitrinas dedicadas a Marlene Dietrich en el museo Deutsche Kinemathek de Berlín. Muchas sombrereras famosas a principios del siglo XX se formaron con Reboux.
Las creaciones de la década de 1860 de Reboux atrajeron la atención de la princesa Paulina de Metternich y la emperatriz Eugenia de Montijo. Elsa Triolet fue más tarde también una clienta habitual de la tienda de la Avenida Matignon, a veces acompañada por Louis Aragon.
La famosa sombrerera estadounidense Lilly Daché aprendió con Reboux cinco años, y Rose Valois, otra exitosa tienda de sombrerería hasta los años 1960, fue fundada en 1927 por una antigua empleada de Reboux, Madame Fernand Cleuet, junto con Vera Leigh, y una tercera empleada.

## Después de su muerte
Wallis Simpson, duquesa de Windsor, llevó un vestido azul claro de Mainbocher y un sombrero halo de Reboux para su boda con el ex rey de Inglaterra, Eduardo VIII en el Château Candé de Monts, el 3 de junio de 1937.
Tras su muerte en 1927 la empresa de Reboux continuó liderando el mundo de la sombrerería femenina bajo Mme. Lucienne. La tienda entonces triunfaba con sus sombreros cloche, turbantes de lamé y bandós (cintas para la cabeza) de flores.

## Reboux en la ficción
Su nombre es mencionado en Thérèse Desqueyroux, una novela escrita por François Mauriac y publicada en 1927: « Anna de la Trave llevaba un abrigo de tela gris ligero y un sombrero de fieltro sin cinta ni adorno de ningún tipo ('aunque', dijo Madame de la Trave, 'cuesta más así que los sombreros que solíamos tener con todas aquellas plumas y aigrettes. Pero, naturalmente, es el fieltro de la mejor calidad de Lailhala — un modelo Reboux'.) »